# Miconia subulipetala
Miconia subulipetala är en tvåhjärtbladig växtart som beskrevs av John Julius Wurdack. Miconia subulipetala ingår i släktet Miconia och familjen Melastomataceae.
Artens utbredningsområde är Peru. Inga underarter finns listade i Catalogue of Life.